# صعود يسوع

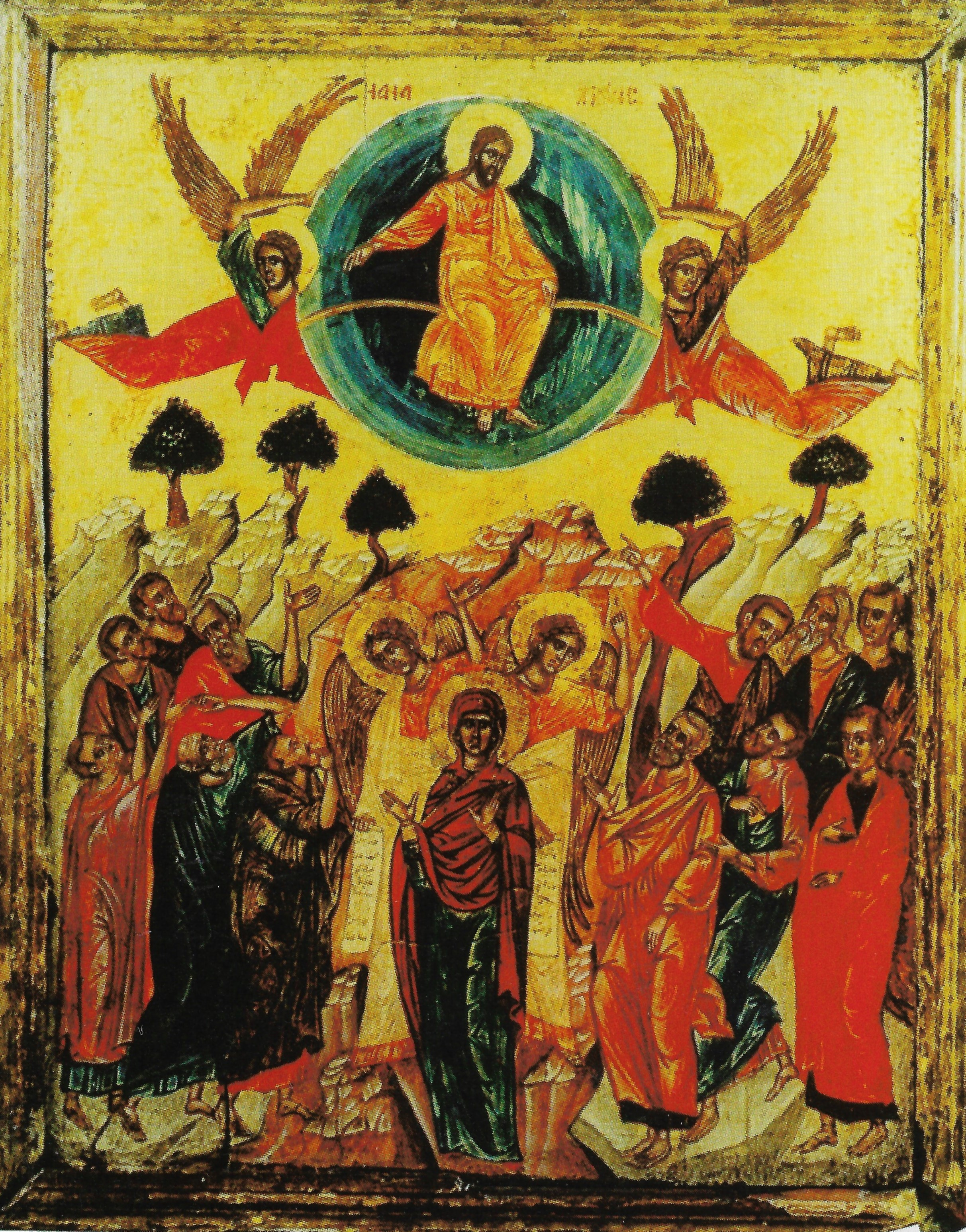
أيقونة أورثوذكسية تصور صعود يسوع إلى السماء.

صعود يسوع أو صعود المسيح أو السُّلاَّقُ هو معتقد مسيحيي في العهد الجديد بأنه في قيامة يسوع، ارتقى يسوع إلى السماء بجسده في حضور أحد عشر من تلاميذه بعد 40 يومًا من قيامته. وفي القصة الإنجيلية، ذكر ملاك أن المجيء الثاني للمسيح سيحدث بنفس طريقة صعوده.
اشتملت الأناجيل على وصفين مختصرين لصعود يسوع، في إنجيل لوقا الإصحاح 24 العدد 50-53: «50 وأخرجهم خارجا إلى بيت عنيا، ورفع يديه وباركهم، 51 وفيما هو يباركهم، انفرد عنهم وأصعد إلى السماء، 52 فسجدوا له ورجعوا إلى أورشليم بفرح عظيم، 53 وكانوا كل حين في الهيكل يسبحون ويباركون الله. آمين» وفي إنجيل مرقس الإصحاح 16 العدد 19: «19 ثم إن الرب بعدما كلمهم ارتفع إلى السماء، وجلس عن يمين الله». ثم ورد وصف أكثر تفصيلاً للصعود الجسدي ليسوع بين السحاب في سفر أعمال الرسل الإصحاح الأول العدد 9-11: «9 ولما قال هذا ارتفع وهم ينظرون. وأخذته سحابة عن أعينهم، 10 وفيما كانوا يشخصون إلى السماء وهو منطلق، إذا رجلان قد وقفا بهم بلباس أبيض، 11 وقالا: أيها الرجال الجليليون، ما بالكم واقفين تنظرون إلى السماء؟ إن يسوع هذا الذي ارتفع عنكم إلى السماء سيأتي هكذا كما رأيتموه منطلقا إلى السماء.»
تمت معالجة مسألة صعود يسوع في عقيدة نيقية وعقيدة الرسل. تحمل مسألة الصعود أن ناسوتية يسوع انتقلت إلى الجنة. يُحتفل بعيد الصعود في اليوم الأربعين بعد عيد القيامة (عادة يوم خميس)، وهو من الأعياد الرئيسية في التقويم المسيحي. ويرجع الاحتفال به إلى نهاية القرن الرابع الميلادي على الأقل. والصعود هو أحد خمسة أحداث مفصلية في السرد القصصي في الإنجيل حول حياة يسوع مع معموديته وتجليه وصلبه وقيامته.

## وصلات خارجية
- الموسوعة الكاثوليكية: الصعود (بالإنجليزية)